# Patrick Roberts
Patrick John Joseph Roberts (* 5. Februar 1997 in London) ist ein englischer Fußballspieler. Der Flügelspieler steht seit 2022 beim AFC Sunderland unter Vertrag.

## Karriere

### Vereine
Der im Londoner Stadtbezirk Kingston upon Thames geborene Roberts begann seine Karriere beim AFC Wimbledon und wechselte 2010 in die Jugendabteilung des FC Fulham. Obwohl er zu diesem Zeitpunkt noch für die A-Jugend spielberechtigt war, stand er am 15. März 2014 für das Ligaspiel gegen Newcastle United erstmals im Kader der ersten Mannschaft, wurde jedoch nicht eingesetzt. Eine Woche später, am 22. März 2014, kam er schließlich bei der 0:5-Niederlage bei Manchester City zu seinem Debüt in der Premier League, nachdem er in der 55. Minute für Alexander Kačaniklić eingewechselt worden war. Am Ende der Saison 2013/14 stieg Roberts mit dem Verein in die Football League Championship ab, in der er in der Folgesaison häufiger zum Einsatz kam.
Zur Saison 2015/16 wechselte Roberts zu Manchester City. Nachdem er in der Hinrunde nur zu einem Einsatz gekommen war, wurde er im Februar 2016 für anderthalb Jahre an den schottischen Erstligisten Celtic Glasgow verliehen. Am 20. Februar 2016 debütierte er beim 3:0-Heimsieg gegen Inverness Caledonian Thistle in der Scottish Premiership. Bis Saisonende trug er mit sechs Toren aus elf Einsätzen zum Gewinn der schottischen Meisterschaft bei. In der Spielzeit 2016/17 gewann Roberts mit Celtic den Pokal, Ligapokal und erneut die Meisterschaft. Anschließend wurde die Leihe um ein weiteres Jahr verlängert und Roberts gewann mit dem Verein wieder alle nationalen Wettbewerbe. Im Mai 2018 kehrte er zu Manchester City zurück.
Die Spielzeit 2018/19 spielte Roberts auf Leihbasis beim FC Girona in der Primera División. Zur Saison 2019/20 wurde er an Norwich City verliehen, im Januar 2020 wurde das Leihgeschäft jedoch vorzeitig beendet und Roberts bis Saisonende an den FC Middlesbrough verliehen.
Im Oktober 2020 wechselte Roberts erneut auf Leihbasis zum FC Middlesbrough. Im Februar 2021 wurde er bis zum Saisonende an den Zweitligisten Derby County weiterverliehen.
Ende August 2021 wechselte Roberts gemeinsam mit Philippe Sandler am letzten Tag der Transferperiode bis zum Ende der Saison 2021/22 auf Leihbasis zum französischen Erstligisten ES Troyes AC, der ebenfalls zur City Football Group gehört.
Nach einer enttäuschend verlaufenen Ausleihe nach Troyes, wechselte Patrick Roberts im Januar 2022 auf fester Vertragsbasis zum AFC Sunderland. Mit dem englischen Drittligisten stieg er am Saisonende durch einen Erfolg im Aufstiegs-Play-off-Finale der EFL League One 2021/22 in die zweite Liga auf. Im Juni 2022 wurde sein ausgelaufener Vertrag um zwei Jahre verlängert.

### Nationalmannschaft
Roberts debütierte am 27. September 2012 beim 5:0-Sieg gegen Nordirland für die U16-Auswahl des englischen Fußballverbands. Am 28. August 2013 kam er bei der 1:3-Niederlage gegen Portugal erstmals für die U17-Nationalmannschaft zum Einsatz, mit der er im Sommer 2014 die Europameisterschaft in Malta gewinnen konnte. Roberts kam dabei in allen fünf Spielen zum Einsatz, erzielte drei Tore und wurde in das Team des Turniers gewählt. Am 8. September 2014 lief er beim 1:1 gegen Deutschland erstmals für die U19-Auswahl auf. In der Qualifikation zur U19-Europameisterschaft im Juli 2015 in Griechenland erzielte er bei seinem ersten Einsatz, einem 3:0-Sieg gegen Belarus, sein erstes Tor und konnte auch in den folgenden Spielen gegen Luxemburg (8:0) und Belgien (4:2) zwei bzw. einen Treffer erzielen.

## Erfolge
Celtic Glasgow
- Schottischer Meister: 2016, 2017, 2018
- Schottischer Ligapokalsieger: 2017, 2018
- Schottischer Pokalsieger: 2017, 2018

Nationalmannschaft
- U17-Europameister: 2014